# Strútsfoss
Der Strútsfoss  ist ein abgelegener Wasserfall im Osten von Island, der zwei Stufen bildet.
Die Strútsá stürzt in der oberen Stufe um 20 m und um weitere 100 m in der unteren Stufe und bildet damit einen der höchsten Wasserfälle in Island. Die Strútsá fließt im Villingadalur in die Fellsá, die im Suðurdalur in die Kelduá mündet.
Von der früheren Ringstraße, dem Skriðdals- og Breiðdalsvegur , dem Uppheraðvegur , dem Fljótsdalsvegur  bis zum Ende des  Suðurdalsvegur  sind es 43  Straßenkilometer bis zum Hof Sturluflöt. Von dort aus ist der Strútsfoss über einen Wanderweg zu erreichen.